# Margraviato de Hachberg-Sausenberg
El Margraviato de Hachberg-Sausenberg (en alemán: Markgrafschaft Hachberg-Sausenberg) fue un estado del Sacro Imperio Romano Germánico creado en 1306 tras una partición del Margraviato de Baden-Hachberg. Enrique III y su hermano Rodolfo I compartieron la herencia de su padre Enrique II. El Margraviato existió como territorio independiente de 1306 a 1503. 
Los señores del Margraviato estaban emparentados con la Casa de Zähringen, gobernantes en Baden y en el antiguo Ducado de Zähringen.

## Historia

### Partición de Baden-Hachberg

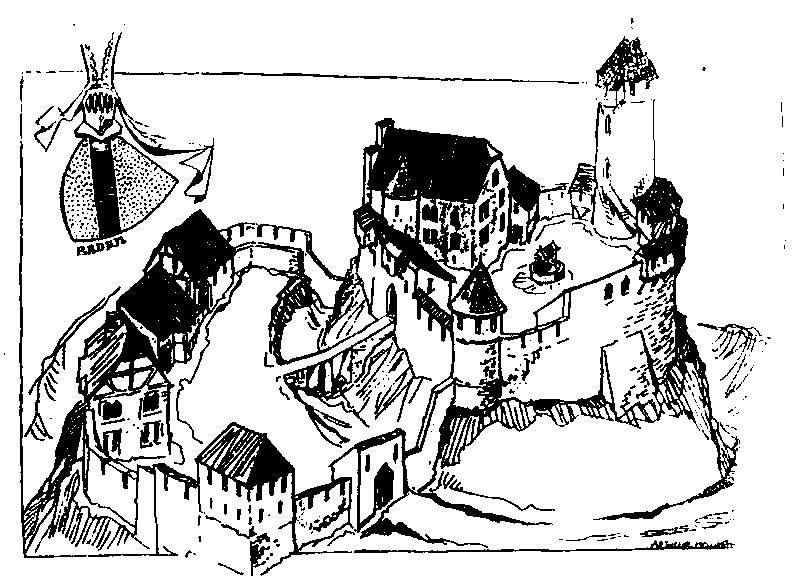
Reconstrucción del castillo de Sausenberg, residencia de los margraves.

Tras la muerte de su padre Enrique II sus dos hijos, Enrique III y Rodolfo I, gobernaron conjuntamente inicialmente el Margraviato de Baden-Hachberg. Alrededor de 1306, el margraviato se dividió. Enrique continuó gobernando la línea principal en Hachberg, mientras que Rodolfo recibió el señorío de Sausenberg, más al sur, el cual había sido adquirido por Enrique II, junto con el Monasterio de San Blas en 1232, además del bailíaje sobre los prebostados de Bürgeln, Sitzenkirch y Weitenau del Monasterio de San Blas también pertenecía a esta dinastía. El centro de poder inicial y sede ancestral fue Sausenburg, que se construyó antes de 1246 para asegurar los territorios recién adquiridos.

### Adquisición de Rötteln
Rodolfo se casó con Inés de Rötteln, hija y heredera de Otto von Rötteln (1298-1299), en 1311 fue nombrado corregente del Señorío de Rötteln por Luthold II de Rötteln (12227-1316). Esta unión sentó las bases para el auge de la Casa de Hachberg-Sausenberg. Dado que Rodolfo falleció antes que Luthold, el Señorío de Rötteln fue transferido por donación a su hijo, Enrique II, en 1315, quien alcanzó la mayoría de edad ese mismo año. El centro del poder se trasladó entonces del Castillo de Sausenburg al Castillo de Rötteln, el cual era más importante.

### Herencia de Badenweiler

del Señorío de Badenweiler.

El 8 de septiembre de 1444, Juan de Friburgo-Neumburgo, último descendiente de los condes de Friburgo, entregó el señorío de Badenweiler, incluyendo el castillo de Baden y el castillo de Neuenfels, a sus sobrinos Rodolfo IV y Hugo de Hachberg-Sausenberg. Juan de Friburgo había tenido seis hijos con su esposa María de Chalon, todos ellos fallecidos en la infancia. Era poco imaginable que a Guillermo, quien gobernó hasta 1441, se le diera tal donación, ya que su bancarrota ya era inminente y el objetivo era mantener unidas las tierras ancestrales.
Los señoríos de Rötteln, Hachberg-Sausenberg y Badenweiler formaban el ahora llamado Markgräflerland, un territorio casi cerrado al sur de Friburgo y al norte de Basilea.
En 1447, el conde Juan de Friburgo-Neuchâtel también transfirió su condado de Neuchâtel (actual Neuchâtel, Suiza), incluido el castillo de Neuchâtel, a Rodolfo IV. Tras la muerte de Juan (19 de febrero de 1458), Rodolfo heredó otros dominios del Franco Condado de Borgoña.

### Transferencia aCristóbal I de Baden
El margraviato volvió a la línea principal, en 1503, debido a un contrato de herencia entre el Margrave Felipe de Hachberg-Sausenberg y el Margrave Cristóbal I de Baden y, por lo tanto, pasó a formar parte del recién unificado Margraviato de Baden.
El padre de Felipe, Rodolfo IV , ya había iniciado negociaciones con la rama principal de la Casa de Baden y un contrato de herencia, y Felipe concluyó estas negociaciones con el margrave Cristóbal I de Baden el 31 de agosto de 1490. El contrato se conoce como "Röttelsches Gemächte". La finalidad del contrato de herencia era la intención de casar a un hijo de Cristóbal I, Felipe I de Baden, con la heredera de Hachberg-Sausenberg, Juana, sin embargo no se llevó a cabo debido a la presión política del rey francés.  Juana (c. 1485-1543) se convirtió en condesa de Neuchâtel después de la muerte de su padre y se casó con Luis de Orleans, que desde 1504 se hacía llamar marqués de Rötteln. Después de la muerte de Juana en 1543, su hijo Francisco continuó llamándose marqués de Rötteln, su nieto del mismo nombre fundó la línea colateral Orleans-Rothelin.
Juana y la Casa de Orleans-Longueville intentaron impugnar el tratado de herencia entre Cristóbal I de Baden y Felipe, buscando también el apoyo de los cantones de Soleura, Lucerna, Friburgo-Uechtland y Berna. La disputa no se resolvió hasta 1581, con el pago de 225.000 florines por parte de la Casa de Baden a la Casa de Orleans-Longueville.

## Escudo de armas
Como rama de la Casa de Baden, los Margraves de Hachberg-Sausenberg también portaron el mismo escudo de armas, que muestra una barra diagonal roja (siempre de arriba a la derecha a abajo a la izquierda, de ahí la barra diagonal) sobre un fondo amarillo (heráldicamente: dorado). Mientras que la línea principal ostenta una cimera compuesta por cuernos de búfalo con ramas de tilo, las cimeras de Baden-Hachberg y Hachberg-Sausenberg tenían cuernos de cabra montés como cimeras. Tras la reunificación con la línea de Hachberg, la línea principal adoptó los cuernos de cabra montés.